# Modelo científico

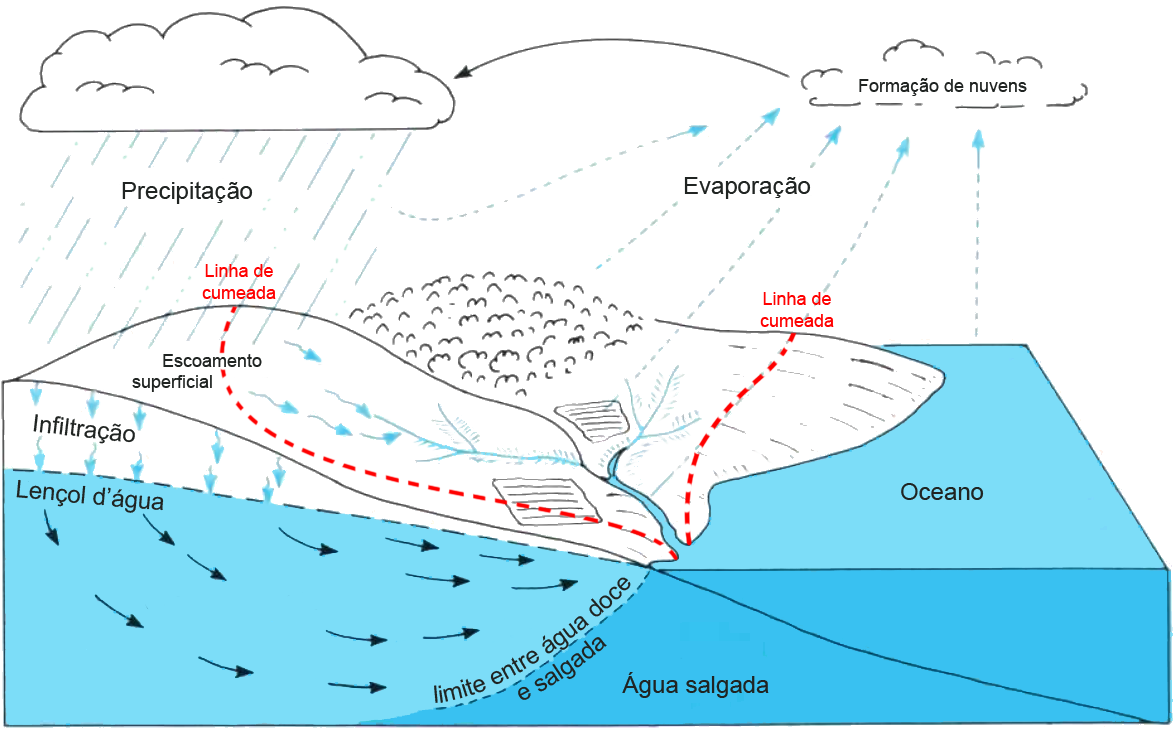
Modelo cientifico do ciclo da água.

Um modelo científico é uma idealização simplificada de um sistema que possui maior complexidade, mas que ainda assim supostamente reproduz na sua essência o comportamento do sistema complexo que é o alvo de estudo e entendimento.
Dessa forma, também pode ser definido como resultado do processo de produzir uma representação abstrata, conceitual, gráfica ou visual, de fenômenos, sistemas ou processos com o proposito de analisar, descrever, explicar, simular - em geral, explorar, controlar e predizer estes fenômenos ou processos. Considera-se que a criação de um modelo é uma parte essencial de qualquer atividade científica. 